# نكوسازانا دلاميني زوما
نكوسازانا دلاميني زوما (بالإنجليزية: Nkosazana Dlamini-Zuma) (مواليد 7 يناير 1949 – ) هي سياسية وطبيبة أطفال من جنوب أفريقيا. تولت منصب رئيس مفوضية الاتحاد الأفريقي (2012 -2017).
بين الاعوام 1982- 1998، كانت متزوجة من جاكوب زوما الذي انتخب عام 2009 رئيس لجنوب افريقيا.

## النشأة
ولدت في مقاطعة ناتال بجنوب أفريقيا، لعائلة تنتمي لقبيلة الزولو. تلقت المراحل الأولى من دراستها في مسقط رأسها، ودرست علوم النبات والحيوان في جامعة زولولاند، ونالت شهادة البكالوريوس في العلوم، قبل أن تدرس الطب في جامعة ناتال، وانتقلت بعد ذلك إلى بريطانيا، حيث أكملت دراستها في جامعتي بريستول وليفربول.

## المناصب
اشغلت زوما عدة مناصب وزارية في بلدها جنوب أفريقيا، منها منصب وزيرة للصحة التي كلفها بها الزعيم السابق نيلسون مانديلا بعد توليه الحكم عام 1994، وتولت حقيبة الخارجية بين عامي 1999 و2009، ووزيرة للداخلية بين السنوات 2009-2012.
كانت أول امرأة تتشغل رئاسة مفوضية الاتحاد الأفريقي من 15 أكتوبر 2012 وحتى 30 يناير2017.

## التجربة السياسية
بدأت حياتها السياسية، منذ أن كانت طالبة، وشاركت لسنوات في الكفاح ضد نظام التمييز العنصري (الأبارتايد). انضمت للمؤتمر الوطني الأفريقي الذي كان يقود النضال ضد نظام التمييز العنصري حينها، وبعد ملاحقات هذا النظام للمناضلين، اختارت المنفى في بداية الثمانينات لمواصلة دراستها في جامعتي بريستول وليفربول البريطانيتين، ومن هناك أسهمت في تنظيم نضال المؤتمر الوطني الأفريقي في الخارج.
زاد نشاطها داخل الحزب، متنقلة بين لندن وجنوب أفريقيا، حيث كانت تمارس مهنة طب الأطفال في المستشفى في سوازيلاند- هناك التقت بجاكوب زوما، الذي تزوجت منه عام 1982 حيث كانت الزوجة الثالثة للرئيس متعدد الزوجات، لكن الطلاق وقع بينهما سنة 1998.
عادت زوما إلى جنوب افريقيا عام 1990بعد أن أصبح المؤتمر الوطني الأفريقي حزبا شرعياً، وأسهمت في عملية بناء البلد بعد سنوات الأبارتايد.
خلال عملها كوزيرة للصحة، نجحت بالمصادقة على قانون يسمح للمواطنين الأكثر فقرا بالحصول مجانا على العلاج الأساسي.
على المستوى الأفريقي، لعبت دورا في المفاوضات التي أدت إلى وضع حد للحرب الأهلية في جمهورية الكونغو الديمقراطية.
وبعد سنوات على رأس مفوضية الاتحاد الأفريقي، اختير التشادي موسى فكي خلفاً لها في أعلى منصب تنفيذي في الاتحاد الأفريقي.

## روابط خارجية
- نكوسازانا دلاميني زوما على موقع مونزينجر (الألمانية)